# Halonympha soyomaruae
Halonympha soyomaruae is een tweekleppigensoort uit de familie van de Halonymphidae. De wetenschappelijke naam van de soort is voor het eerst geldig gepubliceerd in 2002 door Okutani & Kawamura.